# Flödescytometri
Flödescytometri är en teknik för att undersöka celler i en vätska med hjälp av laserljus. 
Tekniken går ut på att celler passerar en och en genom en liten kanal där de belyses av en laserstråle, varpå reflekterat och avböjt laserljus mäts. Det reflekterade ljuset är ett mått på hur mycket granula som finns i cellen och det avböjda ljuset är ett mått på hur stor cellen är. Med dessa två enkla variabler kan man enkelt dela upp cellerna i blodet i röda blodkroppar, blodplättar och olika grupper av vita blodkroppar.
Inom avancerad flödescytometri kan man sätta till antikroppar som binder till specifika proteiner, eller sådana ämnen som binder in till DNA. Dessa antikroppar och ämnen kan också mätas i laserljuset, och då kan mängden av ett visst protein eller mängden DNA uppskattas. Avancerade instrument kan ha flera olika lasrar och mäta många parametrar samtidigt.
Flödescytometri används i stor utsträckning vid immunologisk forskning och vid diagnostik av blodsjukdomar.
En variant av flödescytometri och som felaktigt används som synonym för flödescytometri är Fluorescence activated cell sorting som går under förkortningen FACS, men detta är en mycket specifik och relativt sällan använd tillämpning inom flödescytometrin. Inom FACS sorteras celler med hjälp av den information som man får genom flödescytometrin. Utsänt ljus från cellerna mäts och storleken på det totala utsända ljuset ger en uppfattning om hur många celler som finns av en viss typ. Fluorescensljuset ger upphov till elektriska signaler som ger droppen en laddning. När droppen sedan passerar laddade plattor så kommer cellerna att sorteras utifrån sin laddning och sorteras i olika uppsamlingsrör.

## Gating
Informationen från flödescytometri presenteras ofta som en två diminsionell "prickplot" där varje prick representerar ett registreringstillfälle som alla tillsammans utgör en population celler. Gating är den manuella processen som delar upp hela population i sub-populationer. Dessa görs genom en serie av grafer som benämner olika aspekter i ditt prov, som cell storlek och fluorescerande intensitet. Detta baseras oftast på en viss förkunskap om den population du studerar. Wikimedia Commons har media som rör Flödescytometri.